# Culte (pràctica religiosa)
|  | Per a altres significats, vegeu «Culte». |

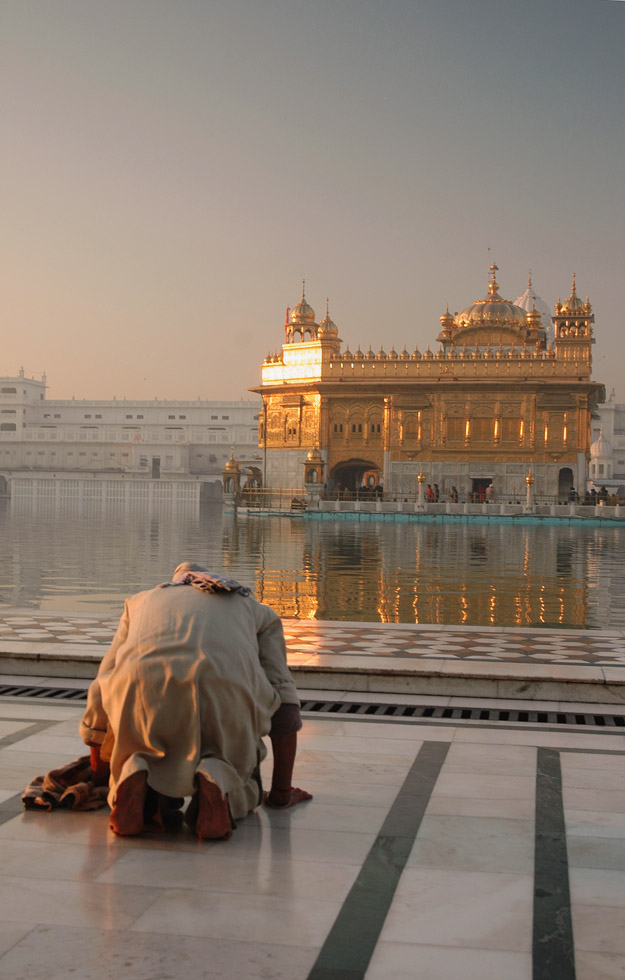
Un devot fent reverència al Darbar Sahib (Harmandir Sahib o Temple daurat) Amritsar, Punjab, Índia.

El culte és l'adoració d'una divinitat, els actes que manifesten exteriorment i en societat la fe dels individus. Conté els rituals (com la missa), invocacions, pelegrinatges i representacions gràfiques de la relació entre els homes i els déus o éssers superiors. Acostuma a desenvolupar-se en llocs específics, com altars o temples, i pot comptar amb l'ajuda d'intermediaris com els sacerdots. És un element indispensable de la religió, en tant que aglutina creences personals i els dona una dimensió pública, que en permet la institucionalització. Pressuposa que es pot mantenir una relació amb els éssers suprems o forces de la natura i la creació, encara que sigui de subordinació, ja que els qui defensen un déu absent, massa allunyat dels éssers humans, no li reten cap culte.